# Івонн Маррей
Івонн Маррей  (англ. Yvonne Murray, 4 жовтня 1964) — британська легкоатлетка, олімпійська медалістка.

## Виступи на Олімпіадах
| Олімпіада      | Дисципліна    | Місце |
| -------------- | ------------- | ----- |
| Сеул 1988      | біг на 3000 м | 3     |
| Барселона 1992 | біг на 3000 м | 8     |